# 884
سنة 884 م كانت سنة كبيسة تبدأ يوم الأربعاء (الرابط يظهر نموذج التقويم الكامل للسنة) من التقويم اليولياني. بدأت تسمية السنة ب884 منذ العصور الوسطى المبكرة، عندما أصبح تقويم أنو دوميني هو الأسلوب السائد في أوروبا لتسمية السنوات.

## مواليد
- بورشارد الثاني ، دوق شوابيا (أو 883 )
- كونغ شون ، جنرال وحاكم صيني
- تشانغ يان هان ، مسؤول صيني و مستشار

## وفيات
- 6 يناير – الحسن بن زيد ، أمير طبرستان المسلم
- 10 مايو – أحمد بن طولون ، حاكم مصر ومؤسس الدولة الطولونية
- 15 مايو – مارينوس الأول ، بابا الكنيسة الكاثوليكية
- 11 يونيو - شي جينغسي ، جنرال من أسرة تانغ
- 29 يونيو - يانغ شيلي ، جنرال أسرة تانغ
- 13 يوليو – هوانغ تشاو ، زعيم المتمردين الصينيين
- 21 ديسمبر - بوران بنت الحسن بن سهل ، القرينة العباسية
- 12 أكتوبر – تسونسادا ، أمير ياباني
- 12 ديسمبر – كارلومان الثاني ، ملك مملكة الفرنجة الغربية
- العباس بن أحمد بن طولون ، الأمير الطولوني والغاصب
- كولكو ماك كوناكان ، رئيس دير ومؤرخ أيرلندي
- داود الظاهري ، عالم مسلم (أو 883 )
- الإمبراطورة كاو (زوجة هوانغ تشاو)
- لي تشانغيان ، أمير الحرب والحاكم الصيني
- شانغ رانغ ، زعيم المتمردين الصينيين (تاريخ تقريبي)
- وانغ دو ، مستشار أسرة تانغ
- تشو جي ، أمير الحرب الصيني (تاريخ تقريبي)